# The Quiet Man (Computerspiel)
The Quiet Man ist ein interaktiver Film mit Beat-’em-up-Spielsequenzen, das von Human Head Studios entwickelt und am 1. November 2018 von Square Enix für Microsoft Windows und PlayStation 4 veröffentlicht wurde.

## Spielprinzip
Im Computerspiel übernimmt man die Kontrolle von Dane, einem gehörlosen Mann. Aufgrund seiner Gehörlosigkeit befindet sich im ganzen Spiel fast kein Sound und keine Untertitel. Die Geschichte des Spiels wird durch lange Full-Motion-Videosequenzen erzählt, von denen einige echte Schauspieler zeigen, die zwischen den Zwischensequenzen des Spiels eingefügt werden.
Während des Spiels haben die Spieler die Möglichkeit, durch Schlagen, Treten, Ausweichen und Kombomanöver zu kämpfen. Es gibt auch einen „Focus“-Modus, in dem Spieler ihren Gegner mit einer Reihe von Schlägen „niederschlagen“ können.
Sollte man das Spiel zum ersten Mal durchspielen, wird, ab einem späteren Update des Spiels, der Modus The Quiet Man Answered freigeschaltet, wo man das Spiel mit dem Ton und Untertiteln erneut durchspielen kann.

## Handlung
Dane arbeitet als Vollstrecker für Taye, der einen Nachtclub betreibt und seine eigene Bande anführt. Taye äußert sich besorgt über seine Freundin, eine Sängerin namens Lala, die von einem Stalker mysteriöse Briefe erhalten hat.
In Rückblenden, die von Zeit zu Zeit während des Spiels auftreten, unterbricht Dane einen Streit zwischen Taye und einem Mobber, Isaac, der dazu führt, dass Danes Mutter Lorraine, welche sehr ähnlich zu Lala erscheint, erschossen wird, als Taye und Isaac um eine Waffe streiten. Isaac erkennt den Mord an und wird verhaftet, während Taye wegläuft. Danes Polizistenvater Robert macht Dane für den Tod seiner Frau verantwortlich und wird ihm gegenüber missbräuchlich. Dane, traumatisiert durch diese Ereignisse, erfindet in seinen Zeichnungen eine Figur namens „The Quiet Man“, die einem Pestdoktor ähnelt.
Als Dane Lala in den Nachtclub begleitet, wird ihr Auftritt durch einen Hinterhalt von SOL 33, einer rivalisierenden Bande unter der Führung von Isaac, unterbrochen. Der Stalker, der wie Danes „Quiet Man“-Zeichnung aus seiner Kindheit aussieht, entführt Lala während des Durcheinanders. Tayes Mitarbeiter B-Money möchte, dass Dane Taye wegen der Eskalation des Bandenkrieges anruft, aber Dane zieht es vor, Lala auf eigene Faust zu bergen. B-Money ignoriert Danes Rat und ruft Taye trotzdem an, was den Zorn von Taye erregt.
Dane verfolgt Lalas Spur durch die ganze Stadt und dies führt ihn zu Isaacs Penthouse. Dort kämpft Dane gegen Isaac, wirft ihn aus dem Fenster und rettet Lala. Auf der Flucht aus dem Gebäude treffen sie auf Taye, der wütend glaubt, dass Dane der Stalker ist, und versucht, Taye aus Eifersucht auf Lala in einen Bandenkrieg mit Isaac zu verwickeln. Lala erklärt Taye, dass sie ihre eigene Entführung vorgetäuscht hat, doch Taye beschließt, sie beide töten zu lassen. Robert, jetzt ein Detektiv, erscheint und rettet beide.
Als Dane und Robert Taye in sein Büro verfolgen, erschießt Taye Robert und versucht Dane zu erklären, dass der Tod von Lorraine ein Unfall war. Taye wird von Lala unterbrochen, bevor er Dane erschießen kann, und Taye jagt sie auf das Dach. Ein verwundeter Robert ermutigt Dane, die Maske des „Quiet Man“ aufzusetzen, um Lala zu retten. Als „The Quiet Man“ konfrontiert Dane Taye und wehrt seine Männer ab. Nachdem er einen Kampf mit Dane verloren hat, beschließt Taye, Lala zu erschießen, aber Dane nimmt die Kugel für sie ab. Der verletzte Dane erwacht mit übernatürlichen Fähigkeiten wieder und tötet Taye. Robert erscheint mit der „Quiet Man“-Maske und verrät, dass er der Stalker war und Lala dabei geholfen hat, ihre eigene Entführung vorzutäuschen, um Dane dazu zu manipulieren, Isaac und Taye zu töten und sich an Lorraine zu rächen. Dane und Robert kämpfen, was dazu führt, dass beide aufgrund ihrer Verletzungen zusammenbrechen.
In einer Post-Credit-Szene wird Dane aus dem Gefängnis entlassen und trifft sich mit Robert, bereit, die Ereignisse wieder gut zu machen.

## Entwicklung
Das Spiel wurde erstmals auf der E3 2018 angekündigt. Der Produzent des Spiels, Kensei Fujinaga, erklärte auf dem offiziellen Twitter-Account des Spiels die Macht von Wörtern. Dieser Twitter-Account wurde inzwischen privatisiert.
Obwohl das Spiel laut den Zwischensequenzen in New York City spielt, wurden die Live-Action-Segmente in Bulgarien gefilmt. Dies kann man auch an den Kfz-Kennzeichen der vorkommenden Autos gut erkennen.
Man of Action Entertainment half bei der Handlung des Spiels.
Das Spiel wurde am 1. November 2018 veröffentlicht. Eine Woche später, am 8. November, wurde der Answered-Patch veröffentlicht.

### Besetzung
| Rolle           | Schauspieler          |
| --------------- | --------------------- |
| Dane            | James Gerald Hicks    |
| Lala / Lorraine | Jessica Blackmore     |
| Taye            | John Anthony Wylliams |
| Robert          | Bobby Marchesso       |
| B-Money         | Daniel Kelly          |
| Issac           | Brian Molina          |
| Junger Dane     | Liam Bishop Cole      |
| Junger Taye     | K. J. Powell          |
| Junger Issac    | Jose Rivas            |
| Psychologe      | Danny Gong            |

## Rezeption
The Quiet Man bekam überwiegend negative Bewertungen. Das Spiel bekam auf Metacritic einen Metascore von 40 Punkten (PC) und 28 Punkten (PlayStation 4).
David Griffin von IGN beschrieb Danes Geschichte als „kurz und nicht besonders originell“. Auch meinte er, dass die Kämpfe zu repetitiv seien.
Joe Juba von Game Informer bezeichnete das Spiel als „eine konzeptionelle Katastrophe, die alles falsch macht und nichts Interessantes“.
Calum Marsh von GameSpot bezeichnete das Spiel als „eine grausame Bestrafung“. Auch fügte er hinzu, dass das Spiel womöglich mit dem Ton mehr Sinn ergeben würde, jedoch könne er es nicht ertragen, dieses Spiel ein zweites Mal durchzuspielen.
Chris Carter von Destructoid fasste das Spiel wie folgt zusammen: „Es gibt einige Höhepunkte, die jedoch bald eklatanten Fehlern weichen. Nicht das Schlimmste, aber schwer zu empfehlen“.